# Delaware Water Gap (borough)
Delaware Water Gap est un borough situé en bordure de la cluse du même nom,  au sud-est de la partie centrale du comté de Monroe, en Pennsylvanie, aux États-Unis,. En 2010, il comptait une population de 746 habitants, estimée au 1er juillet 2020 à 769 habitants.

## Démographie
Lors du recensement de 2010, le borough comptait une population de 746 habitants. Elle est estimée, en 2020, à 769 habitants.

### Source de la traduction
- (en) Cet article est partiellement ou en totalité issu de l’article de Wikipédia en anglais intitulé « Delaware Water Gap, Pennsylvania » (voir la liste des auteurs).